# Željko Janjetović

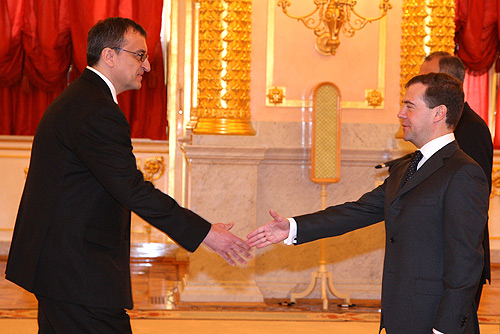
Željko Janjetović (links) mit Dmitri Anatoljewitsch Medwedew, 2009

Željko Janjetović (* 8. Juni 1963 in Senitza) ist ein bosnischer Diplomat.

## Leben
Grundschule und Gymnasium absolvierte er in Senitza. Er studierte Rechtswissenschaften an der Universität Sarajevo und erwarb einen Master in Wirtschaftswissenschaften in Banja Luka, wo er auch als Doktorand tätig war. Janjetović arbeitete am Stadtgericht und für die Staatsanwaltschaft in Prijedor. Darüber hinaus arbeitete er für die Sicherheitsbehörden sowie das Innenministerium der zu Bosnien-Herzegowina gehörenden Republika Srpska. Er wurde stellvertretender Innenminister der Teilrepublik.
Im Jahr 2002 wurde er bosnisch-herzegowinischer Botschafter in Indien. Nebenakkreditierungen bestanden für Bangladesch, Nepal und Sri Lanka. Es folgte von 2008 bis 2011 ein Einsatz als Botschafter in Russland mit weiteren Akkreditierungen in Armenien, Kasachstan, Kirgisistan, Usbekistan und Belarus. Von 2012 bis 2015 war er Botschafter in Ungarn sowie in der Republik Moldau und der Ukraine.
Am 23. September 2015 übernahm er das Amt als Botschafter in Deutschland mit Sitz in Berlin.
Željko Janjetović ist verheiratet und Vater zweier Kinder.